# Tytus Laskiewicz
Tytus Laskiewicz de Friedensfeld (ur. 1 sierpnia 1884 we Lwowie, zm. 1967 w Gliwicach) – polski bibliotekarz, dyrektor biblioteki Politechniki Lwowskiej w latach 1923–1945, a następnie twórca i kierownik Biblioteki Głównej Politechniki Śląskiej od 1945 do 1956.

## Życiorys
Urodził się 1 sierpnia 1884 we Lwowie, w rodzinie Karola i Józefy z Jachimowskich. Uczęszczał do gimnazjum we Lwowie, ukończył gimnazjum w Chyrowie, studia na Wydziale Mechanicznym Politechniki Lwowskiej (1910). Po studiach pracował jako brygadzista w kolejnictwie. Od 1911 należał do Polskiego Towarzystwa Politechnicznego. Podczas I wojny światowej został aresztowany i wywieziony do Rosji, gdzie był pracownikiem zakładów napraw taboru kolejowego. Od 1919 pracował w budownictwie wojskowym (Wilno, Warszawa). Był współzałożycielem spółki inż. „Wektor” w Warszawie. W 1922 został powołany na rok do służby wojskowej, którą odbył w departamencie budownictwa w Warszawie. W 1923 powrócił do Lwowa i otrzymał stanowisko dyrektora biblioteki Politechniki Lwowskiej, od 1937 był redaktorem naczelnym Czasopisma Technicznego, które było organem prasowym Polskiego Towarzystwa Politechnicznego. 13 stycznia 1945 został przez władze sowieckie odwołany ze stanowiska, podczas wysiedlenia Polaków ze Lwowa wyjechał do Krakowa, na następnie do Gliwic. Od 27 czerwca 1945 Tytus Laskiewicz zajmował stanowisko kierownika biblioteki Politechniki Śląskiej (potem dyrektora). Jako osoba bezpartyjna, mimo zaangażowania w tworzenie tej biblioteki oraz działalność kilku organizacji i instytucji społecznych (przewodniczył Gliwickiemu Oddziałowi Związku Bibliotekarzy i Archiwistów Polskich oraz Komitetowi Bibliotecznemu przy Miejskiej Radzie Narodowej w Gliwicach, działał w Związku Nauczycielstwa Polskiego, a nawet w Towarzystwie Przyjaźni Polsko-Radzieckiej), był negatywnie oceniany przez przełożonych jako "typ aspołeczny" i "klerykał", w efekcie 28 lutego 1956 został odwołany z funkcji dyrektora. Przeszedł na emeryturę w czerwcu 1958 jako starszy referent. Wspomniana zła opinia u władz nie przeszkodziła jednak w odznaczeniu Laskiewicza Krzyżem Kawalerskim Orderu Odrodzenia Polski (1957), głównie za sprawą profesorów uczelni, znających go jeszcze ze Lwowa.

## Ordery i odznaczenia
- Krzyż Kawalerski Orderu Odrodzenia Polski (1957)
- Złoty Krzyż Zasługi (11 listopada 1935)[5]